# District Iași
Iași is een Roemeens district (județ) in de historische regio
Moldavië, met als hoofdstad
Iași.
De gangbare afkorting voor het district is IS.

## Demografie
In het jaar 2002 had het district 816.910 inwoners en een bevolkingsdichtheid van 149 inwoners per km².

### Bevolkingsaantallen per jaar
- 1948: 431.586
- 1956: 516.635
- 1966: 619.027
- 1977: 729.243
- 1992: 811.342
- 2000: 836.751
- 2002: 816.910

### Bevolkingsgroepen
De meerderheid zijn de Roemenen met 98% van de bevolking.
De Roma's zijn de grootste minderheid met minder dan 2%.
In het district wonen circa 35.000 Rooms Katholieken. Zij stammen naar waarschijnlijkheid af van de Csángó bevolking.

## Geografie
Het district heeft een oppervlakte van 5476 km² en komt daarmee op de 22e plaats met grootte van provincies in Roemenië.

## Aangrenzende districten
- Botoșani in het noorden
- Suceava in het noordwesten
- Neamț in het westen
- Vaslui in het zuiden

## Steden

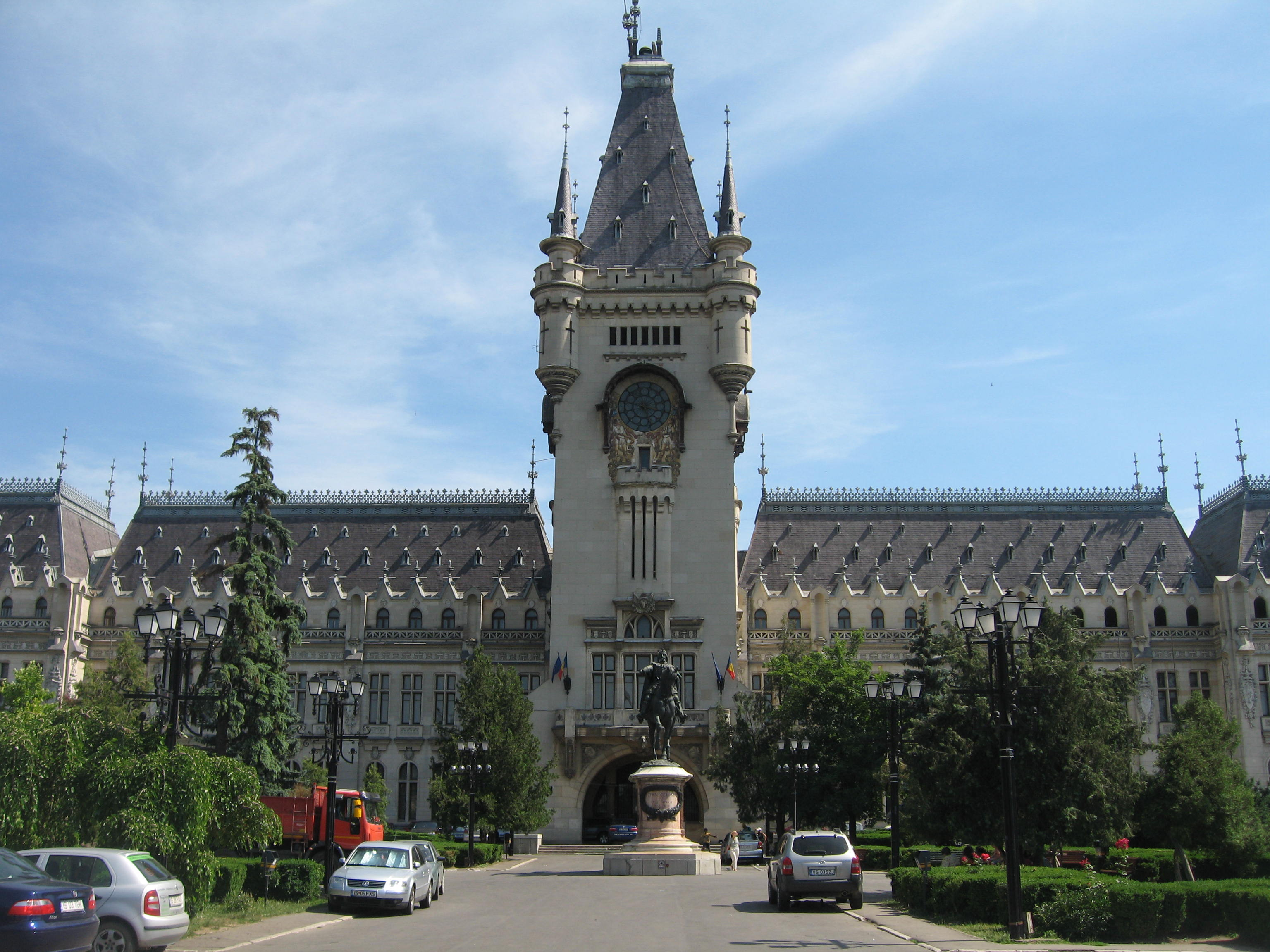
Cultuurpaleis in Iași

- Iași
- Pașcani
- Hârlău
- Târgu Frumos

## Administratieve indeling
het District Iaşi bestaat uit de steden (Iași en Pașcani, stedelijke gemeentes Hârlău, Podu Iloaiei en Târgu Frumos en 93 landelijke gemeentes (communes):
| - Alexandru Ioan Cuza - Andrieșeni - Aroneanu - Balș - Bălțați - Bârnova - Belcești - Bivolari - Brăeşti - Butea - Ceplenița - Ciohorăni - Ciortești - Ciurea - Coarnele Caprei - Comarna | - Costești - Costuleni - Cotnari - Cozmești - Cristești - Cucuteni - Dagâța - Deleni - Dobrovăț - Dolhești - Drăgușeni - Dumești - Erbiceni - Fântânele - Focuri - Golăiești | - Gorban - Grajduri - Gropnița - Grozești - Hălăucești - Hărmănești - Heleșteni - Holboca - Horlești - Ion Neculce - Ipatele - Lespezi - Lețcani - Lungani - Mădârjac - Mircești | - Mironeasa - Miroslava - Miroslovești - Mogoșești - Mogoșești-Siret - Moșna - Moțca - Movileni - Oțeleni - Plugari - Popești - Popricani - Prisăcani - Probota - Răchiteni | - Răducăneni - Rediu - Românești - Roşcani - Ruginoasa - Scânteia - Schitu Duca - Scobinți - Sinești - Sirețel - Stolniceni-Prăjescu - Strunga - Șcheia - Șipote - Tansa | - Tătăruși - Țibana - Țibănești - Țigănași - Todirești - Tomeşti - Trifești - Țuțora - Ungheni - Valea Lupului - Valea Seacă - Vânători - Victoria - Vlădeni - Voinești |